# Plată
Plata reprezintă darea voluntară de bani unei persoane (fizice sau juridice), fie în schimbul unui bun sau al unui serviciu, fie pentru a executa o obligație, fie din motive filantropice. Plata constituie o sumă de bani dată cuiva pentru munca depusă, drept contravaloare a unui obiect cumpărat, a folosinței unui lucru etc. Termenul plată are și sensul de răsplată, recompensă (morală) dată cuiva pentru faptele sale bune, pedeapsă pentru fapte rele.
De cele mai multe ori, persoana care face plata (în bani) este numită debitor, iar cea care primește plata este numită creditor. 

## În drept
În drept, plata reprezintă o modalitate de executare a unei obligații. Din acest motiv, acest proces cere diligență.